# Alana Miller
Pour les articles homonymes, voir Miller.
Alana Miller, née le 22 juillet 1980 à Winnipeg, est une joueuse professionnelle de squash représentant le Canada. Elle atteint le 30e rang mondial en mai 2009, son meilleur classement. Elle est championne du Canada en 2003, 2007 et 2008.
Alana Miller se retire après avoir représenté le Canada aux Jeux du Commonwealth de 2010 où elle perd face à la championne anglaise Laura Massaro. 

## Palmarès

### Titres
- Championnats du Canada : 3 titres (2003, 2007, 2008)